# Hiroyoshi Kuwabara
Hiroyoshi Kuwabara (桑原 裕義 Kuwabara Hiroyoshi?, nacido el 2 de octubre de 1971 en Hiroshima) es un exfutbolista japonés. Jugaba de centrocampista y su último club fue el Giravanz Kitakyushu de Japón.

## Trayectoria

### Clubes
| Club                | País  | Año         |
| ------------------- | ----- | ----------- |
| Sanfrecce Hiroshima | Japón | 1994 - 2003 |
| Albirex Niigata     | Japón | 2004 - 2005 |
| Giravanz Kitakyushu | Japón | 2006 - 2011 |
| Fagiano Okayama     | Japón | 2006        |

## Estadística de carrera

### J. League
| Club                | Año   | J. League | J. League | Copa J. League | Copa J. League | Total | Total |
| Club                | Año   | Part.     | Goles     | Part.          | Goles          | Part. | Goles |
| ------------------- | ----- | --------- | --------- | -------------- | -------------- | ----- | ----- |
| Sanfrecce Hiroshima | 1994  | 0         | 0         | 0              | 0              | 0     | 0     |
| Sanfrecce Hiroshima | 1995  | 31        | 0         | -              | -              | 31    | 0     |
| Sanfrecce Hiroshima | 1996  | 24        | 0         | 8              | 1              | 32    | 1     |
| Sanfrecce Hiroshima | 1997  | 32        | 0         | 5              | 1              | 37    | 1     |
| Sanfrecce Hiroshima | 1998  | 28        | 0         | 3              | 0              | 31    | 0     |
| Sanfrecce Hiroshima | 1999  | 26        | 0         | 4              | 0              | 30    | 0     |
| Sanfrecce Hiroshima | 2000  | 30        | 0         | 4              | 0              | 34    | 0     |
| Sanfrecce Hiroshima | 2001  | 28        | 0         | 6              | 0              | 34    | 0     |
| Sanfrecce Hiroshima | 2002  | 14        | 0         | 4              | 0              | 18    | 0     |
| Sanfrecce Hiroshima | 2003  | 16        | 0         | -              | -              | 16    | 0     |
| Albirex Niigata     | 2004  | 24        | 0         | 5              | 0              | 29    | 0     |
| Albirex Niigata     | 2005  | 22        | 1         | 2              | 0              | 24    | 1     |
| Giravanz Kitakyushu | 2010  | 28        | 0         | -              | -              | 28    | 0     |
| Giravanz Kitakyushu | 2011  | 33        | 0         | -              | -              | 33    | 0     |
| Total               | Total | 336       | 1         | 41             | 2              | 377   | 3     |